# Pleolipoviridae

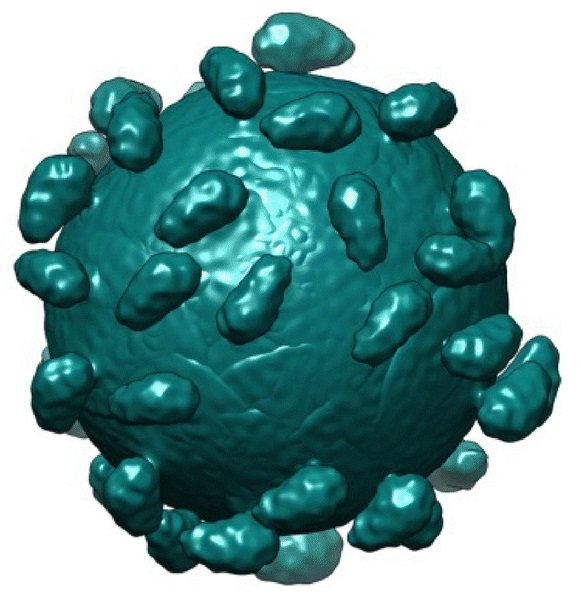
Struktur eines Virions von HRPV-6 (basierend auf Cryo-EM-Tomographie)

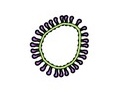
Schemazeichnung eines pleomorphen Virions der Pleolipoviridae

Die Pleolipoviridae (Pleolipoviren) sind eine Familie pseudo-sphärischer und pleomorpher DNA-Viren, deren Genom teils doppel- und teils einzelsträngig vorliegt: Es gibt zirkuläre ssDNA, zirkuläre dsDNA oder lineare dsDNA. Die Pleolipoviridae lassen sich daher nach der Baltimore-Klassifikation in ihrer Gesamtheit nicht eindeutig einer der beiden Gruppen 1 oder 2 zuordnen, zum Teil gilt das auch für einzelne Spezies selbst. Der Durchmesser der Virusteilchen (Virionen) beträgt typischerweise 40 bis 70 nm. Es gibt ein Membranvesikel, das verschiedenartige DNA-Genome mit einer Länge von 7 bis typischerweise 10, maximal 16 kb (Kilonukleotiden) umschließt. Das Genom kodiert 8 bis 16 Offene Leserahmen (Open Reading Frames, ORFs). Die Pleolipoviridae haben jeweils einen eng umgrenztem Wirtsbereich; ihre natürlichen Wirte sind salzliebende (halophile) Archaeen der Gattungen Halorubrum, Haloarcula und Halogeometricum in der Klasse Halobacteria (Haloarchaeen), Phylum (Abteilung) Euryarchaeota.
Die Familie Pleolipoviridae ist monotypisch in der Ordnung Haloruvirales und diese wiederum monotypisch im Reich Trapavirae.

## Etymologie
Der Name Pleo-lipo kommt vom griechischen πλειο-λιπος (viel-fett) und bezieht sich auf das pleomorphe Virion und das Vorhandensein einer Hülle.

## Vermehrungszyklus
Über den Vermehrungszyklus der Pleolipoviridae ist bislang nur wenig Sicheres bekannt. Er ist nicht-lytisch. Typischerweise enthalten die Virionen einen einzelnen Typ von Spike-Protein an der Hülle und einen einzigen Typ von internem Membranprotein (in der Hülle eingebettet). Nachdem das Virion sich an die Wirtszelle geheftet hat, dringt das DNA-Genom in das Zytoplasma des Wirts ein. Man nimmt an, dass die ssDNA dann zunächst in dsDNA umgewandelt wird. Für die Translation werden virale mRNA und Ribosomen des Wirts benutzt. Vermutlich wird das dsDNA-Genom von der RNA-Polymerase des Wirts transkribiert. Die Genom-Replikation geschieht möglicherweise im 'rolling circle', also rundum im Kreis. Zuletzt erfolgt die Zusammensetzung und Freisetzung der Tochter-Virionen.

## Systematik
Vom International Committee on Taxonomy of Viruses (ICTV) sind (mit Stand 7. Mai 2024) folgende Gattungen offiziell anerkannt: Alpha-, Beta- und Gammapleolipovirus,
 die aus der Aufteilung der einzigen früheren Gattung Pleolipovirus resultieren.
- Familie Pleolipoviridae

- Genus Alphapleolipovirus

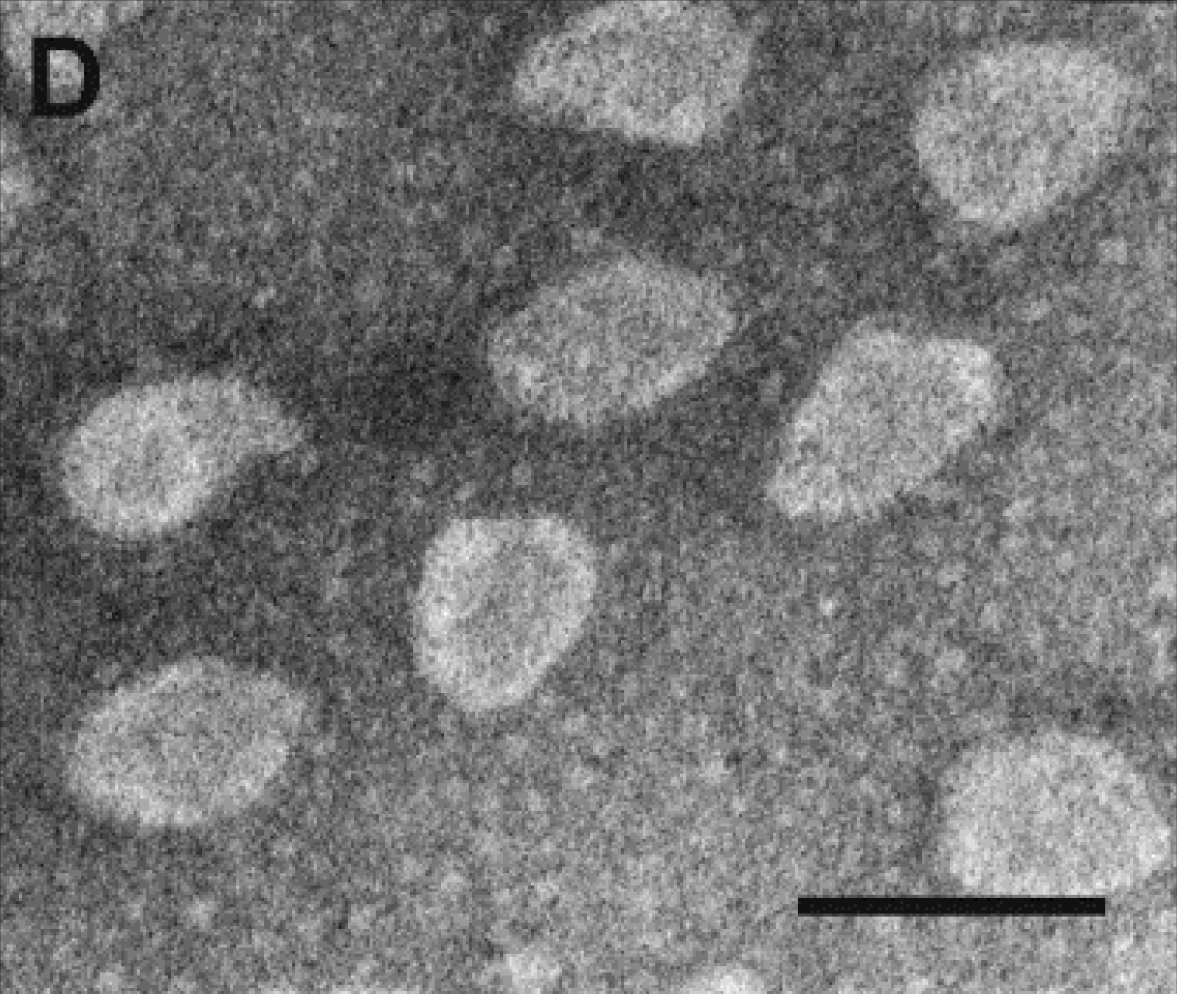
TME-Aufnahme: Virionen von HRPV-6 (Spezies Alphapleolipovirus samutsakhonense)

- Spezies Alphapleolipovirus finnoniense (früher  Alphapleolipovirus HRPV1, Halorubrum virus HRPV1; dsDNA,ssDNA; ehem. Typus) mit 

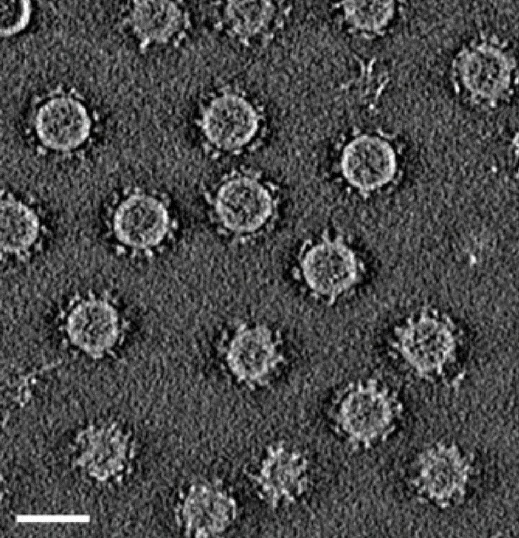
Cryo-EM-aufnahme von HRPV6-Virionen

  - Halorubrum pleomorphic virus 1 (HRPV-1)

- Spezies Alphapleolipovirus huluense (früher Haloarcula virus HHPV2; dsDNA,ssDNA) mit 
  - Haloarcula hispanica pleomorphic virus 2 (HHPV-2)

- Spezies Alphapleolipovirus italiense (früher Alphapleolipovirus HHPV1, Haloarcula virus HHPV1; dsDNA,ssDNA) mit 
  - Haloarcula hispanica pleomorphic virus 1 (HHPV-1)

- Spezies Alphapleolipovirus samutsakhonense (früher Alphapleolipovirus HRPV6, Halorubrum virus HRPV6; dsDNA,ssDNA) mit 
  -  Halorubrum pleomorphic virus 6 (HRPV-6)

- Spezies Alphapleolipovirus thailandense (früher Alphapleolipovirus HHPV2, Halorubrum virus HRPV2; dsDNA,ssDNA) mit 
  - Halorubrum pleomorphic virus 2 (HRPV-2)

- Genus Betapleolipovirus

Genomkarte des ssDNA-Genoms von HRPV-3

- Spezies Betapleolipovirus flexibile mit 
  - Halorubrum pleomorphic virus 9 (HRPV9)

- Spezies Betapleolipovirus halogeometrici (früher Halogeometricum virus HGPV1; dsDNA) mit 
  - Halogeometricum pleomorphic virus 1 (HGPV-1)

- Spezies Betapleolipovirus integrationis mit 
  - Saline Natrinema sp. J7‐1 virus 2 (SNJ2)

- Spezies Betapleolipovirus italiense (früher Betapleolipovirus HHPV4, Haloarcula virus HHPV4) mit 
  - Haloarcula hispanica pleomorphic virus 4 (HHPV-4)

- Spezies Betapleolipovirus kalvoae (früher Halorubrum virus HRPV3; dsDNA; ehem. Typus) mit 
  - Halorubrum pleomorphic virus 3 (HRPV-3)

- Spezies Betapleolipovirus retbaense mit 
  - Halorubrum pleomorphic virus 11 (HRPV11)

- Spezies Betapleolipovirus rosense mit 
  - Halorubrum pleomorphic virus 12 (HRPV12)

- Spezies Betapleolipovirus senegalense mit 
  - Halorubrum pleomorphic virus 10 (HRPV10)

- Spezies Betapleolipovirus thailandense (früher Betapleolipovirus HHPV3, Haloarcula virus HHPV3) mit 
  - Haloarcula hispanica pleomorphic virus 3 (HHPV3)

- Genus  Gammapleolipovirus

- Spezies Gammapleolipovirus australiense (früher Gammapleolipovirus His2, Haloarcula virus His2; dsDNA; ehem. Typus) mit 
  - His2 virus alias Halovirus His2 (His2, His2V)

- Spezies Gammapleolipovirus hardyense (früher Haloarcula virus Hardyhisp2, Haloarcula hispanica virus Hardyhisp2) mit 
  - Haloarcula-Virus Hardyhisp2 (HH2)

- Keinem Genus zugewisene Vorschläge innerhalb der Familie

- Spezies „Haloarcula virus Harhisp1“ („Haloarcula-Virus Harhisp1“)
- Spezies „Haloferax virus Halfgib1“ („Haloferax-Virus Halfgib1“)

## Genom

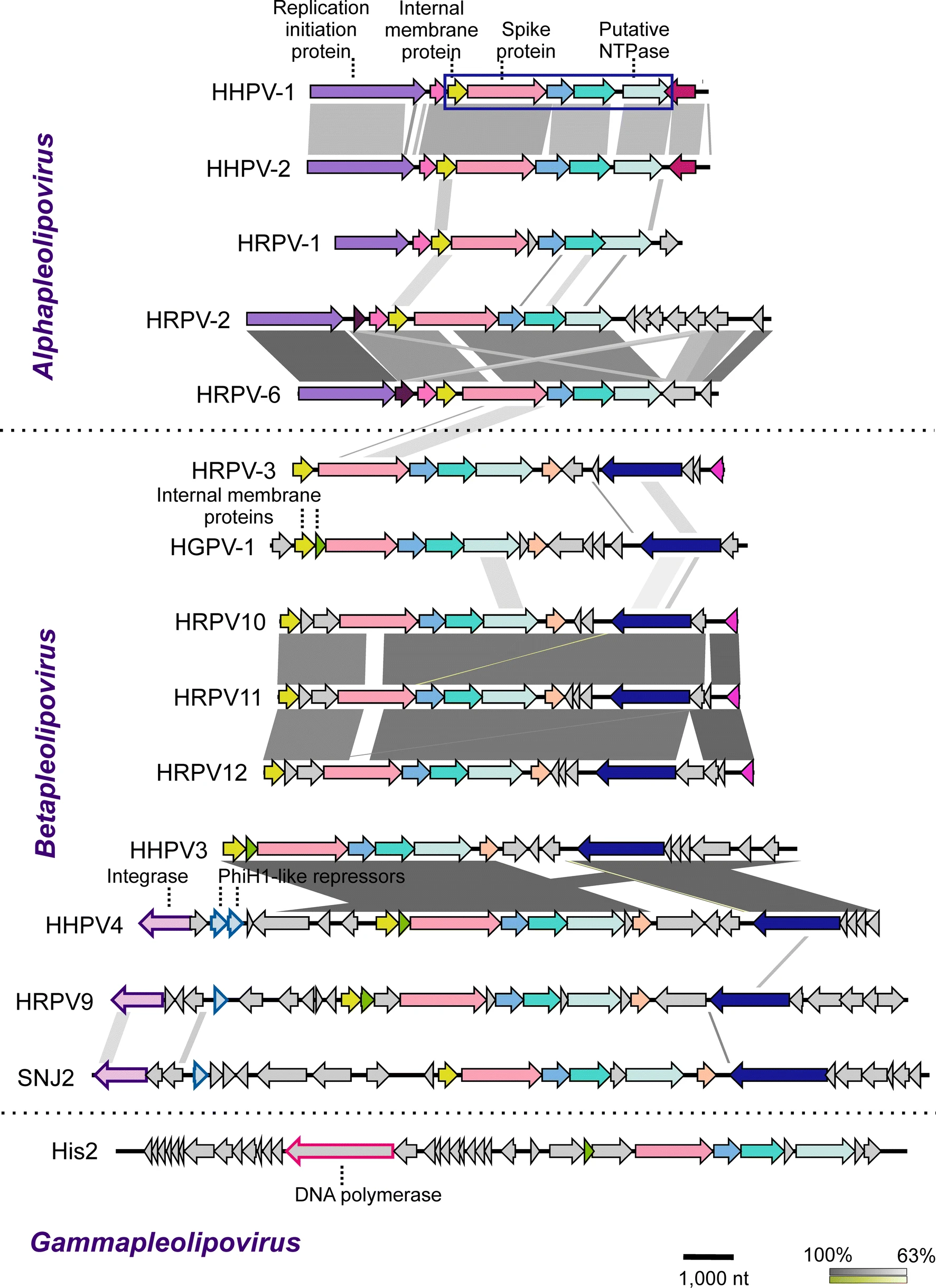
Lineare Darstellung der Genome der Pleolipoviren und Einteilung der Viren in die drei Gattungen der Familie Pleolipoviridae (links)

## Phylogenie
Kim et al. (2019) schlugen folgendes Kladogramm vor (vereinfacht):
|  | Salasmaviridae: Picovirinae                            |
|  |                                                        |
|  | Tectiviridae (monoderm hosts: Gram-positive Bakterien) |
|  |                                                        |

|  | Tectiviridae (diderm hosts: Gram-negative Bakterien) |
|  |                                                      |
|  | Autolykiviridae                                      |
|  |                                                      |

|  | Salasmaviridae: Picovirinae                            |
|  |                                                        |
|  | Tectiviridae (monoderm hosts: Gram-positive Bakterien) |
|  |                                                        |

|  | Tectiviridae (diderm hosts: Gram-negative Bakterien) |
|  |                                                      |
|  | Autolykiviridae                                      |
|  |                                                      |

|  | Salasmaviridae: Picovirinae                            |
|  |                                                        |
|  | Tectiviridae (monoderm hosts: Gram-positive Bakterien) |
|  |                                                        |

|  | Tectiviridae (diderm hosts: Gram-negative Bakterien) |
|  |                                                      |
|  | Autolykiviridae                                      |
|  |                                                      |

|  | Salasmaviridae: Picovirinae                            |
|  |                                                        |
|  | Tectiviridae (monoderm hosts: Gram-positive Bakterien) |
|  |                                                        |

|  | Tectiviridae (diderm hosts: Gram-negative Bakterien) |
|  |                                                      |
|  | Autolykiviridae                                      |
|  |                                                      |

|  | Thaspiviridae: Nitmarvirus (Nitrosopumilus spindle-shaped virus 1,2 und 3; NSV1–3)                                                |
|  | |
|  | \| \| Halspiviridae: Salterprovirus (His 1 virus) \| \| \| \| \| \| Pleolipoviridae: Gammapleolipovirus (His 2 virus) \| \| \| \| |
|  | |
|  | Halspiviridae: Salterprovirus (His 1 virus)                                                                                       |
|  | |
|  | Pleolipoviridae: Gammapleolipovirus (His 2 virus)                                                                                 |
|  | |

|  | Halspiviridae: Salterprovirus (His 1 virus)       |
|  |                                                   |
|  | Pleolipoviridae: Gammapleolipovirus (His 2 virus) |
|  |                                                   |

|  | Thaspiviridae: Nitmarvirus (Nitrosopumilus spindle-shaped virus 1,2 und 3; NSV1–3)                                                |
|  | |
|  | \| \| Halspiviridae: Salterprovirus (His 1 virus) \| \| \| \| \| \| Pleolipoviridae: Gammapleolipovirus (His 2 virus) \| \| \| \| |
|  | |
|  | Halspiviridae: Salterprovirus (His 1 virus)                                                                                       |
|  | |
|  | Pleolipoviridae: Gammapleolipovirus (His 2 virus)                                                                                 |
|  | |

|  | Halspiviridae: Salterprovirus (His 1 virus)       |
|  |                                                   |
|  | Pleolipoviridae: Gammapleolipovirus (His 2 virus) |
|  |                                                   |

|  | Salasmaviridae: Picovirinae                            |
|  |                                                        |
|  | Tectiviridae (monoderm hosts: Gram-positive Bakterien) |
|  |                                                        |

|  | Tectiviridae (diderm hosts: Gram-negative Bakterien) |
|  |                                                      |
|  | Autolykiviridae                                      |
|  |                                                      |

|  | Salasmaviridae: Picovirinae                            |
|  |                                                        |
|  | Tectiviridae (monoderm hosts: Gram-positive Bakterien) |
|  |                                                        |

|  | Tectiviridae (diderm hosts: Gram-negative Bakterien) |
|  |                                                      |
|  | Autolykiviridae                                      |
|  |                                                      |

|  | Salasmaviridae: Picovirinae                            |
|  |                                                        |
|  | Tectiviridae (monoderm hosts: Gram-positive Bakterien) |
|  |                                                        |

|  | Tectiviridae (diderm hosts: Gram-negative Bakterien) |
|  |                                                      |
|  | Autolykiviridae                                      |
|  |                                                      |

|  | Salasmaviridae: Picovirinae                            |
|  |                                                        |
|  | Tectiviridae (monoderm hosts: Gram-positive Bakterien) |
|  |                                                        |

|  | Tectiviridae (diderm hosts: Gram-negative Bakterien) |
|  |                                                      |
|  | Autolykiviridae                                      |
|  |                                                      |

|  | Thaspiviridae: Nitmarvirus (Nitrosopumilus spindle-shaped virus 1,2 und 3; NSV1–3)                                                |
|  | |
|  | \| \| Halspiviridae: Salterprovirus (His 1 virus) \| \| \| \| \| \| Pleolipoviridae: Gammapleolipovirus (His 2 virus) \| \| \| \| |
|  | |
|  | Halspiviridae: Salterprovirus (His 1 virus)                                                                                       |
|  | |
|  | Pleolipoviridae: Gammapleolipovirus (His 2 virus)                                                                                 |
|  | |

|  | Halspiviridae: Salterprovirus (His 1 virus)       |
|  |                                                   |
|  | Pleolipoviridae: Gammapleolipovirus (His 2 virus) |
|  |                                                   |

|  | Thaspiviridae: Nitmarvirus (Nitrosopumilus spindle-shaped virus 1,2 und 3; NSV1–3)                                                |
|  | |
|  | \| \| Halspiviridae: Salterprovirus (His 1 virus) \| \| \| \| \| \| Pleolipoviridae: Gammapleolipovirus (His 2 virus) \| \| \| \| |
|  | |
|  | Halspiviridae: Salterprovirus (His 1 virus)                                                                                       |
|  | |
|  | Pleolipoviridae: Gammapleolipovirus (His 2 virus)                                                                                 |
|  | |

|  | Halspiviridae: Salterprovirus (His 1 virus)       |
|  |                                                   |
|  | Pleolipoviridae: Gammapleolipovirus (His 2 virus) |
|  |                                                   |

Anmerkung: Die Picovirinae wurden zwischenzeitlich vom ICTV von der ehemaligen Familie Podoviridae in die neue Familie Salasmaviridae verschoben.